# Agustí Grau i Huguet
Agustí Grau i Huguet (Alforja, Baix Camp, 1893 - 1964) fou un compositor català. Deixeble d'Enric Morera al Conservatori del Liceu. Va dirigir l'Orfeó Alforgenc el 1912 i el 1920 fou nomenat comptador de l'Associació Intima de Concerts. El 1923 fou el fundador i director de la Revista Catalana de Música. Col·laborà en la revista Vibracions.